# Струин, Виктор Яковлевич
Виктор Яковлевич Струин (2 января 1916, Восточно-Казахстанская область — 10 ферлаля 1976) — разведчик 86-й тяжелой гаубичной бригады ефрейтор — на время представления к награждению орденом Славы 1-й степени.

## Биография
Родился 2 января 1916 года в городе Усть-Каменогорск, центр Восточно-Казахстанской области,. Работал печником. В 1938—1940 годах проходил срочную службу в Красной Армии. После демобилизации вернулся на родину, жил в городе Риддер.
В июле 1941 года был вновь призван в армию Лениногорским горвоенкоматом. С мая 1943 года участвовал в боях с захватчиками, воевал на Центральном, 1-м Белорусском фронтах. Был разведчиком-наблюдателем 2-го дивизиона 86-й тяжелой гаубичной бригады, находясь в боевых порядках пехоты корректировал огонь орудий дивизиона. В июле 1943 года получил первую боевую награду — медаль «За отвагу».
3 августа 1944 года в районе населенного пункта Люцимя, ефрейтор Струин, находясь в разведке, добыл ценные сведения об обороне противника. По его целеуказаниям дивизион подавил и уничтожил 4 артиллерийские и минометные батареи, 5 пулеметных точек.
Приказом по частям 5-й артиллерийской дивизии от 20 августа 1944 года ефрейтор Струин Виктор Яковлевич награждён орденом Славы 3-й степени.
В период наступательных боев с 14 по 23 февраля 1945 года ефрейтор Струин участвовал в разведвыходах, поимке немецких солдат в лесах. Лично обнаружил и пленил 30 противников. 24 февраля близ города Пиритц, находясь на передовом наблюдательном пункте 33-й гвардейской мотострелковой бригады, лично обнаружил скопление вражеской пехоты, готовящейся к контратаке. После вызова огня дивизиона контратака была сорвана.
Приказом по войскам 1-го Белорусского фронта от 25 марта 1945 года ефрейтор Струин Виктор Яковлевич награждён орденом Славы 2-й степени.
В боях за город Берлин ефрейтор Струин сопровождал части 171-й стрелковой дивизии. 30 апреля проник в дом, занятый гитлеровцами, и вызвал артиллерийский огонь на себя. Был контужен, но остался в боевом строю.
Указом Президиума Верховного Совета СССР от 15 мая 1946 года за отвагу и геройство, проявленные в боях немецкими захватчиками в Великой Отечественной войне ефрейтор Струин Виктор Яковлевич награждён орденом Славы 1-й степени. Стал полным кавалером ордена Славы.
В 1946 году был демобилизован. Работал в городе Серебрянск Зыряновского района Восточно-Казахстанской области. Скончался 10 февраля 1976 года.
Награждён орденами Славы 1-й, 2-й, 3-й степеней, медалями, в том числе медалью «За отвагу».